# Afghanistan tại Thế vận hội
Tính đến năm 2016, Đoàn thể thao quốc gia Afghanistan đã tham dự 14 kì Thế vận hội mùa hè. nhưng họ chưa từng tham dự Thế vận hội mùa Đông nào.
Lần đầu tiên Afghanistan giành tham dự là vào Thế vận hội mùa hè 1936 tại Berlin, Đức. Vào kì Thế vận hội mùa hè 2008 tại Bắc Kinh Trung Quốc, Afghanistan đã giành được huy chương đồng đầu tiên tại Thế vận hội ở môn Taekwondo của vận động viên Rohullah Nikpai. Vào 4 năm sau chàng trai này tiếp tục giành thêm một huy chương đồng nữa cho đoàn Afghanistan.

## Bảng huy chương

### Thành tích tại các kỳ Thế vận hội
| Kỳ Thế vận hội              | Số VĐV        | Vàng          | Bạc           | Đồng          | Tổng cộng     | Hạng          |
| 1936 Berlin, Đức            | 19            | 0             | 0             | 0             | 0             | -             |
| 1948 London, Anh            | 31            | 0             | 0             | 0             | 0             | -             |
| 1952 Helsinki, Phần Lan     | Không tham dự | Không tham dự | Không tham dự | Không tham dự | Không tham dự | Không tham dự |
| 1956 Melbourne, Úc          | 16            | 0             | 0             | 0             | 0             | -             |
| 1960 Roma, Ý                | 18            | 0             | 0             | 0             | 0             | -             |
| 1964 Tokyo, Nhật Bản        | 8             | 0             | 0             | 0             | 0             | -             |
| 1968 Mexico City, México    | 5             | 0             | 0             | 0             | 0             | -             |
| 1972 München, Tây Đức       | 8             | 0             | 0             | 0             | 0             | -             |
| 1976 Montreal, Canada       | Không tham dự | Không tham dự | Không tham dự | Không tham dự | Không tham dự | Không tham dự |
| 1980 Moskva, Liên Xô        | 11            | 0             | 0             | 0             | 0             | -             |
| 1984 Los Angeles, Hoa Kỳ    | Không tham dự | Không tham dự | Không tham dự | Không tham dự | Không tham dự | Không tham dự |
| 1988 Seoul, Hàn Quốc        | 5             | 0             | 0             | 0             | 0             | -             |
| 1992 Barcelona, Tây Ban Nha | Không tham dự | Không tham dự | Không tham dự | Không tham dự | Không tham dự | Không tham dự |
| 1996 Atlanta, Hoa Kỳ        | 2             | 0             | 0             | 0             | 0             | -             |
| 2000 Sydney, Úc             | Không tham dự | Không tham dự | Không tham dự | Không tham dự | Không tham dự | Không tham dự |
| 2004 Athens, Hy Lạp         | 5             | 0             | 0             | 0             | 0             | -             |
| 2008 Bắc Kinh, Trung Quốc   | 4             | 0             | 0             | 1             | 1             | 80            |
| 2012 London, Anh            | 6             | 0             | 0             | 1             | 1             | 79            |
| 2016 Rio de Janeiro, Brasil | 3             | 0             | 0             | 0             | 0             | -             |
| Total                       | Total         | 0             | 0             | 2             | 2             | 132           |

### Huy chương theo môn
| Taekwondo  | 0 | 0 | 2 | 2 |
| Tổng cộng* | 0 | 0 | 2 | 2 |

## Vận động viên đạt huy chương
| Huy chương | Tên             | Thế vận hội   | Môn thi đấu | Nội dung  |
| ---------- | --------------- | ------------- | ----------- | --------- |
| Đồng       | Rohullah Nikpai | Bắc Kinh 2008 | Taekwondo   | Nam 58 kg |
| Đồng       | Rohullah Nikpai | Luân Đôn 2012 | Taekwondo   | Nam 68 kg |